# Turó d'en Vinader
El Turó d'en Vinader és una muntanya de 186 metres que es troba al municipi de Castelldefels, a la comarca del Baix Llobregat.
Hi passa l'anomenat itinerari blau de Castelldefels i hi baixa un torrent homònim.